# 393. pr. Kr.
◄ | 5. stoljeće pr. Kr. | 4. stoljeće pr. Kr. | 3. stoljeće pr. Kr. | ►
◄ | 420-ih pr. Kr. | 410-ih pr. Kr. | 400-ih pr. Kr. | 390-ih pr. Kr. | 380-ih pr. Kr. | 370-ih pr. Kr. | 360-ih pr. Kr. | ►
◄◄ | ◄ | 396. pr. Kr. | 395. pr. Kr. | 394. pr. Kr. | 393 pr. Kr. | 392. pr. Kr. | 391. pr. Kr. | 390. pr. Kr. | ► | ►►
Astronomija

## Smrti
- Kōshō, japanski car

## Vanjske poveznice
|  | Zajednički poslužitelj ima još gradiva o temi 393. pr. Kr. |